# 小さな喫茶店
小さな喫茶店（ちいさなきっさてん、ドイツ語:  In einer kleinen Konditorei ）は、1928年にドイツでつくられたコンチネンタル・タンゴの歌謡曲。1934年に日本に紹介された。

## 概説
作詞エルンスト・ノイバッハ（de:Ernst Neubach）、作曲フレッド・レイモンド（de:Fred Raymond）。ヴァイマル共和政下のベルリンで生まれた。
日本では、1935年に日本コロムビアより瀬沼喜久雄の訳詞、中野忠晴の歌唱によるレコードが発売され、ヒットした。その後、ザ・ピーナッツによってカヴァーされ、『歌謡喫茶・昭和』（かしわプロダクション制作）のエンディングに使われている。